# Leo Leux
Leo Leux (* 7. März 1893 in München; † 8. September 1951 in Berlin) war ein deutscher Komponist, der hauptsächlich mit Filmmusiken bekannt wurde.

## Leben und Beruf
Gottlieb Wilhelm Leuchs, wie der Künstler mit bürgerlichem Namen hieß, arbeitete nach seiner Teilnahme am Ersten Weltkrieg 1918 als Kapellmeister in verschiedenen deutschen Städten und Orten, bekannt ist unter anderen Cannstatt, bevor er am Theater am Kurfürstendamm in Berlin einige Beachtung fand. Er hatte auch einige kleinere Rollen als Darsteller in Stummfilmen wie Das sonnige Märchen vom Glück (1924), Die lila Hölle (1920) und Der Diener des Herrn Baron (1919) und schrieb 1920 die Musik zum Tanz-Duett von Hans H. Zerletts Ich weiss eine kleine Diele für den Operetten-Sketch Der Herr von nebenan.
In Berlin komponierte und dirigierte Leux für diverse Revuen und hatte großen Erfolg mit der 1927 komponierten Revue Gruß an alle. Schlagermelodien im Charleston- oder Foxtrottrhythmus weckten das Interesse der Filmbranche. Seine erste Filmmusik erstellte er 1930 für die Komödie Susanne macht Ordnung.
Die musikalische Begleitung des Kriminalfilms Truxa (1937) und vor allem Es leuchten die Sterne (1938) bestätigten sein Talent. Leux stand 1944 in der Gottbegnadeten-Liste des Reichsministeriums für Volksaufklärung und Propaganda.
Nach dem Krieg siedelte er nach Charlottenburg über und starb schließlich nach der Vollendung seiner letzten Arbeit, der Filmmusik zum Film Torreani. 1958 war er kurz in dem halbdokumentarischen Film Das gab's nur einmal zu sehen.
Seine Grabstätte befindet sich auf dem Friedhof St. Annen Dahlem.

## Filmmusiken (Auswahl)
- 1930: Susanne macht Ordnung
- 1931: Gefahren der Liebe
- 1934: Der Doppelgänger
- 1934: So ein Theater!
- 1934: Das verliebte Hotel
- 1934: Die vertauschte Braut
- 1934: Bei der blonden Kathrein (Lied: „So jung ist das Leben nie wieder“)
- 1935: Knock out
- 1935: Großreinemachen
- 1935: Diener lassen bitten
- 1936: Moral
- 1936: Maria, die Magd
- 1936: Truxa
- 1937: Der Biberpelz
- 1937: Mein Sohn, der Herr Minister
- 1937: Kreutzersonate (Lied: „Das Lied vom Tod“)
- 1938: Es leuchten die Sterne
- 1939: Robert und Bertram
- 1939: Die goldene Maske
- 1940: Der Herr im Haus
- 1940: Der Störenfried
- 1941: Venus vor Gericht
- 1942: Meine Freundin Josefine
- 1942: Einmal der liebe Herrgott sein
- 1943: Man rede mir nicht von Liebe
- 1943/47: Spuk im Schloß
- 1944: Liebesbriefe
- 1944: Der Täter ist unter uns
- 1944/48: Im Tempel der Venus
- 1951: Torreani